# San Francisco Zentlalpan
San Francisco Zentlalpan, eller bara Zentlalpan, är en ort i Mexiko, tillhörande kommunen Amecameca i den östra delen av delstaten Mexiko, i den centrala delen av landet. Orten hade 1 792 invånare vid folkräkningen 2010, och är det sjätte största samhället i kommunen.
San Francisco Zentlalpan ligger strax nordväst om kommunhuvudstaden Amecameca de Juárez.